# Olympische Sommerspiele 1992/Teilnehmer (Kolumbien)
| Gelbes Symbol für Goldmedaillen mit stilisierten Olympischen Ringen | Graues Symbol für Silbermedaillen mit stilisierten Olympischen Ringen | Braundes Symbol für Bronzemedaillen mit stilisierten Olympischen Ringen |
| ------------------------------------------------------------------- | --------------------------------------------------------------------- | ----------------------------------------------------------------------- |
| —                                                                   | —                                                                     | 1                                                                       |

Kolumbien nahm an den Olympischen Sommerspielen 1992 in Barcelona mit einer Delegation von 49 Athleten (46 Männer und drei Frauen) an 31 Wettkämpfen in elf Sportarten teil. Fahnenträger bei der Eröffnungsfeier war der Sportschütze Bernardo Tobar.

## Medaillengewinner

### Bronze
| Name            | Sportart       | Wettkampf         |
| --------------- | -------------- | ----------------- |
| Ximena Restrepo | Leichtathletik | Frauen, 400 Meter |

## Teilnehmer nach Sportarten

### Bogenschießen
Frauen
- María Echavarría
Einzel: 55. Platz

### Boxen
Männer
- Edwin Cassiani
Halbweltergewicht: 1. Runde

- Jesús Pérez
Bantamgewicht: 1. Runde

- Luis Retayud
Halbfliegengewicht: 1. Runde

### Fechten
Männer
- Juan Miguel Paz
Degen, Einzel: 44. Platz

- Mauricio Rivas
Degen, Einzel: 7. Platz

### Fußball
Männer
- Gruppenphase

- Kader
  - Tor

1 Miguel Calero
12 Faryd Mondragón
  - Abwehr

2 Jorge Bermúdez
3 Robeiro Moreno
4 José Santa
5 Víctor Marulanda
13 Geovanis Cassiani
  - Mittelfeld

6 Hernán Gaviria
8 Harold Lozano
10 Víctor Pacheco
14 John Wilmar Pérez
17 John Jairo Mejia
18 Diego Osorio
20 Omar Cañas
  - Sturm

7 Faustino Asprilla
9 Iván Valenciano
11 Carlos Uribe
15 Víctor Aristizábal
16 Gustavo Restrepo
19 Jairo Zulbarán

### Gewichtheben
Männer
- Eyne Acevedo
Leichtgewicht: 6. Platz

- Roger Berrio
Federgewicht: DNF

- Álvaro Velasco
Mittelgewicht: 17. Platz

- José Horacio Villegas
Federgewicht: 21. Platz

### Leichtathletik
| Männer - Carlos Grisales Marathon: DNF - Héctor Moreno 20 Kilometer Gehen: 9. Platz - Herder Vázquez 5000 Meter: Vorläufe 10.000 Meter: Vorläufe | Frauen - Norfalia Carabalí 400 Meter: Halbfinale - Ximena Restrepo 400 Meter: Bronze |

### Radsport
Männer
- Jhon González
Sprint: 2. Runde

- Esteban López
4000 Meter Mannschaftsverfolgung: 18. Platz

- Libardo Niño
Straßenrennen: 76. Platz

- Héctor Palacio
Straßenrennen: 52. Platz

- José Robles
Straßenrennen: 49. Platz

- Fernando Sierra
4000 Meter Mannschaftsverfolgung: 18. Platz

- Alberny Vargas
4000 Meter Einerverfolgung: 20. Platz in der Qualifikation
4000 Meter Mannschaftsverfolgung: 18. Platz

- José Velásquez
1000 Meter Zeitfahren: 25. Platz
4000 Meter Mannschaftsverfolgung: 18. Platz
Punktefahren: 16. Platz

### Reiten
- Hugo Gamboa
Springen, Einzel: 80. Platz in der Qualifikation
Springen, Mannschaft: 18. Platz

- Juan Carlos García
Springen, Einzel: DNF
Springen, Mannschaft: 18. Platz

- Manuel Torres
Springen, Einzel: 64. Platz in der Qualifikation
Springen, Mannschaft: 18. Platz

### Ringen
Männer
- Romelio Salas
Weltergewicht, Freistil: 2. Runde

### Schießen
Männer
- Hernando Barrientos
Laufende Scheibe: 21. Platz

- Bernardo Tobar
Luftpistole: 31. Platz
Schnellfeuerpistole: 8. Platz
Freie Pistole: 22. Platz

### Schwimmen
Männer
- Alejandro Bermúdez
400 Meter Freistil: 35. Platz
1500 Meter Freistil: 25. Platz
200 Meter Rücken: 26. Platz
400 Meter Lagen: 27. Platz